# Episodi di Lady Cop (prima stagione)
| nº | Titolo originale           | Titolo italiano     | Prima TV Germania | Prima TV Italia |
| -- | -------------------------- | ------------------- | ----------------- | --------------- |
| 1  | Zwerg Nase                 | La favola preferita | 6 ottobre 1994    |                 |
| 2  | Schokoladenkönig           |                     | 13 ottobre 1994   |                 |
| 3  | Blumen für den Mörder      |                     | 20 ottobre 1994   |                 |
| 4  | Jugendsünden               | Fuori dal gruppo    | 27 ottobre 1994   |                 |
| 5  | Der King                   |                     | 3 novembre 1994   |                 |
| 6  | Der einsame Wolf           | Il lupo solitario   | 10 novembre 1994  |                 |
| 7  | Das Lied vom Freund        | Per un amico        | 17 novembre 1994  |                 |
| 8  | Schatten der Vergangenheit | Scippo mortale      | 24 novembre 1994  |                 |
| 9  | Blutsbande                 | Un bravo ragazzo    | 1º dicembre 1994  |                 |
| 10 | Böse Nachbarn              | Cattivi vicini      | 8 dicembre 1994   |                 |
| 11 | Corinna                    | Corinna             | 15 dicembre 1994  |                 |
| 12 | Der zehnte Mord            | La decima vittima   | 22 dicembre 1994  |                 |
| 13 | Tödliches Souvenir         | Una sporca faccenda | 29 dicembre 1994  |                 |